# 広野功
広野 功（ひろの いさお、1943年10月16日 - ）は、徳島県徳島市出身の元プロ野球選手（内野手、外野手）・コーチ・監督、解説者・評論家。実兄は元プロ野球選手の広野翼。

## 経歴

### プロ入り前
徳島商業では2年次の1960年に左翼手として甲子園に春夏連続出場し、春の選抜では2回戦で滝川高に敗退。夏の選手権では2回戦で米子東高のエース・宮本洋二郎を打ち崩すなど順調に勝ち進むが、準決勝で静岡高に敗れた。3年次の1961年夏はエースの妹尾幸一（南海）を擁し南四国大会決勝に進むが、高知商の高橋善正に抑えられ、9回裏0-1のサヨナラ負けで甲子園には届かなかった。他のチームメイトに二塁手の多田勉（広島）がいた。
高校卒業後は1962年に慶應義塾大学へ入学し、同期外野手の鈴木義信と共に東京六大学リーグでは在学中3度の優勝を経験。1年上のエース渡辺泰輔を擁し、2年次の1963年には大学日本選手権でも優勝を経験。2年上には一塁手としてベストナインに3回選出された西岡浩史がおり、その後継として3年次の1964年春季からレギュラーに定着。同年10月には、東京五輪デモンストレーションゲームとして開催された日米大学野球選抜試合に一塁手・4番打者として起用された。4年次の1965年秋季で4本塁打を放ったほか、同年にマニラで開催された第6回アジア野球選手権大会（東京六大学選抜チームが日本代表）では3本塁打を放ち、日本の優勝に貢献。リーグ通算47試合出場、165打数45安打、打率.273、8本塁打、23打点を記録。通算8本塁打は長嶋茂雄と並ぶ当時のリーグタイ記録であり、一塁手としてベストナインに2回選出された。

### 中日時代
大学卒業時にはアジア選手権などの国際経験を経て野球留学を本気で考えており、前田祐吉監督の伝手で鈴木惣太郎を紹介され、鈴木の人脈からロサンゼルス・ドジャースへの入団の話が持ち上がるが、父親の反対もあり話は破談となった。
1966年のドラフト第1期生（3位）で中日ドラゴンズに入団。入団時には将来の幹部候補生として「現役引退後も中日グループで面倒を見るからトレードはあり得ない」と約束されていたという。ジム・マーシャルが抜けた一塁手の最有力候補として期待がかけられていたが、オープン戦で右肩を脱臼。再起不能とまで言われたが、5月末には一軍に合流し、3番打者・一塁手に定着。100試合出場で打率.277・13本塁打を記録する。8月2日の巨人戦（中日）では堀内恒夫から逆転サヨナラ満塁本塁打を放っている。
1967年は7月から外野手も兼ね、初めて規定打席に達し、リーグ26位の打率.233ながら19本塁打を記録。この年は入団2年目ながら、ドラゴンズ選手会の副会長も務めていた。

### 西鉄時代
1968年には田中勉との交換トレードで西鉄ライオンズに移籍。20勝できる投手が欲しかった中日側の希望によるトレードであり、後継の一塁手として千原陽三郎が台頭している事情もあった。前述した、入団時の「トレードはない」との約束を反故にする形となったが、サンケイがデーブ・ロバーツを交換相手に田中を狙っているとの情報を察知した中日は、将来復帰させるからと広野を説得して送り出している。同年は開幕から4番打者・左翼手として起用されるが、6月初めに故障欠場し、8月には復帰するも規定打席には届かなかった。
1969年には不調の高木喬に代わり一塁手に回って復活。2度目の規定打席（31位、打率.232）にも到達し、自己最多の20本塁打を放ったほか、自身唯一のオールスターゲーム出場も果たす。
1970年は黒い霧事件で野球に嫌気がさして不調に陥る。一塁手として高木やカール・ボレスと併用されるが、打率.188と低迷した。

### 巨人時代
1971年に高橋明・田中章・梅田邦三と広野・浜村健史の3対2の交換トレードで、読売ジャイアンツに移籍。当時の西鉄監督・稲尾和久が、巨人監督の川上哲治に「投手が欲しい」と打診したところ、川上から交換条件として広野の名が上がったため移籍に至った。なお、広野の巨人への移籍が決まった際には、将来中日に復帰させる前提で西鉄に送り出したはずの広野を巨人に持って行かれたとして、広野の交換要員であった田中が黒い霧事件で引退（実質的に追放）していたこともあって、中日に対してファンから抗議が相次いだという。
巨人ではONの後を打つ5番・右翼手として期待され、特別に二軍で山内一弘コーチが付けられて多摩川グラウンドでマンツーマンによる特訓を受けた。ただ後に広野が回想したところでは、キャンプ中に川上から「代打として使うから、そのための技術を身に着けてほしい」と明言されていたことで、これには西鉄時代にオールスターゲームに出場したのにショックに思ったと後日語っている。5月に一軍に昇格すると、5月20日のヤクルト戦（福井）で会田照夫から代打逆転サヨナラ満塁本塁打を放つ。なお、逆転サヨナラ満塁本塁打を2本打った選手は、現在まで広野ただ一人である。次の試合から5番・右翼手として先発出場するが、同23日の大洋戦（川崎）で平松政次から死球を受け右手指を骨折し、1ヶ月ほど戦列を離れる。結局この年は76試合の出場に留まり、打率.255、4本塁打の成績に終わる。その後も持病となった右肩の調子が思わしくなく、末次民夫との右翼手のレギュラー争いに敗れて出場機会が減る。
1972年と1973年は2年連続で打率1割台と成績を残せなかったが、1973年4月27日の中日戦（中日）で星野仙一から再び代打逆転満塁本塁打を打っている。同年シーズン終了後には同じ左の外野手で淡口憲治・萩原康弘・柳田俊郎が成長して来たということで「来年お前は使わない」と監督の川上から言い渡され、広野は「これが約束なので」と中日復帰の希望を出し、了承を取り付ける。

### 中日復帰
1974年には金銭トレードで中日に移籍。最初は無償トレードで話が進んでいたが、中日から巨人に200万円を支払う形での移籍となり、その支払われた金銭は川上の計らいで広野に“餞別”という形で渡されたという。西鉄の後身である太平洋・稲尾和久監督からの、引退後にコーチ就任の条件を付けたオファーを断って、かねてからの約束通りの復帰であったが、主に代打で1割台の打率に終わり、この年限りで現役を引退。同年9月2日の大洋戦（川崎）で平松から現役最後の本塁打を放つ。10月14日に行われた長嶋茂雄の引退試合では中日の5番・一塁手としてフル出場するが、これが広野にとっても現役最終試合となった。

### 引退後
引退後は中日スポーツ記者（1975年 - 1977年）となり、整理部の校閲担当→アマチュア野球担当記者（1976年）を経て、1977年はドラゴンズ担当の記者として記事を書いていた。
記者時代は大学野球や高校駅伝など色々な取材を経験し、中日クラウンズの取材では巨人時代から懇意にしていた青木功に再会。青木とは同じ「功」でゴルフクラブをプレゼントしていただく仲で「お久しぶりです」と挨拶したところ、「お前、なんでここにおるんや」と驚かれた。広野が「記者になったんです。何か面白い話ないですか」と質問すると、青木は「おう、それなら教えてやる。今日は新しいクラブでプレーするんだ」と言って、試合で首位に立った。「青木、新しいクラブでトップ」という20行ほどの記事を書いたところ「これ、本当か。スクープだ」と会社で言われ、長い記事に手直しされ一面のトップに掲載され、それからプロ野球のドラゴンズ担当になった。
その後は球界に復帰し、中日（1978年 - 1983年二軍打撃コーチ）、ロッテ（1984年 - 1986年・1997年6月24日 - 1998年・2000年一軍打撃コーチ, 1997年 - 1997年6月23日二軍打撃コーチ, 1999年一軍ヘッド兼打撃コーチ, 2001年 - 2001年10月14日球団代表付部長→2001年10月15日 - 2003年編成部長）、西武（1988年 - 1991年・1994年一軍打撃コーチ, 1992年三軍監督, 1993年二軍監督, 1995年 - 1996年二軍打撃コーチ）で監督・コーチ・フロントを歴任。
1977年にはドラゴンズの組閣を取材したが、投手コーチが決まらなかったところを西鉄時代の監督であった稲尾を推薦し、稲尾が投手コーチに就任 。
中日二軍打撃コーチには中利夫監督の要請で、中日新聞社から出向という形で就任し、プロ野球のコーチとしては給料は安かった。在任中は投手として入団した平野謙に野手転向を勧め、スイッチヒッターとしての教育を施した。投手失格で「このままクビか」と思っていた平野に手を差し伸べたが、新聞記者時代に大学時代に外野手をしていた平野を見ていた広野は「平野は野手のほうがいい」とずっと言っていた。
ウエスタン・リーグ優勝を飾った1983年にはベストコーチ賞を受賞し 、同年オフにはロッテ監督に就任した稲尾から「お前は俺に借りがあるような。一人でロッテに乗り込むのはしんどいから手伝えよ。」と言われたため、中日新聞社を依願退職して、ロッテのコーチに就任。
ロッテコーチ時代は落合博満を指導し、チーム打率は3年連続リーグトップ、1985年・1986年は2年連続12球団1位を記録。
ロッテ退団後は東海ラジオ・三重テレビ解説者・西日本スポーツ評論家（1987年）を務め、ロッテコーチ1期目に指導した落合は中日に移籍した1年目の1987年、江藤慎一と広野には心を許し、報道陣シャットアウトの打撃練習場に入れていた。後に振り返って「記者として取材する感じでいくと、落合の心にも入っていけたんです」と語っている。
西武には西日本スポーツの連載「広野の目」を読んでいた森祇晶監督の要請で入団し、打撃フォームの映像を使った指導を始めた。在任中は4度のリーグ優勝と3度の日本一に貢献し、1990年の日本シリーズではシリーズ新のチーム打率.336を記録。当時在籍していたオレステス・デストラーデは「打撃コーチの広野さんは優しくて、いつも頑張れと励ましてくれたね。広野さんは私のモチベーションを上手に上げてくれた。よく英語で話しかけてくれたし、いつも元気だったね」述べている。1991年9月23日にはパ・リーグ首位攻防の近鉄戦（西武）で、3-5とリードされた9回裏無死一塁に鈴木健がプロ初本塁打の同点1号2ランを放っているが、広野は直前の鈴木に「お前のバットで奇跡が起るんだぞ」とゲキを与えている。試合は延長10回5-5で引き分けたが、勝ちに値の引き分けで西武の優勝マジックは9となった。二軍監督としては松井稼頭央・垣内哲也・豊田清ら、二軍打撃コーチとしては大友進・小関竜也らを育てた。
ロッテコーチ2期目には福浦和也・小坂誠らを育て、1998年には平井光親・初芝清を復活させてリーグ1位のチーム打率.271を記録。
2004年は中日スポーツ評論家の傍ら、鬼嶋一司監督の要請で母校・慶大コーチを務めた。
2005年、マーティー・キーナートの要請で新規参入の東北楽天ゴールデンイーグルス初代編成部長に就任。田尾安志監督の就任は掛布雅之の招聘が失敗に終わっての電撃就任であったという。広野によると田尾の監督就任を決めたのはキーナートで、ヘッドコーチには広野の推薦で大学の後輩山下大輔が就任。シーズン途中、キーナートに代わってGM代行を務めるが、ストレス過多で入院するなど健康を害した上に、田尾の監督解任に納得いかず同年退団。このとき、現場では編成会議で「田尾続投」を決め三木谷浩史オーナーにも電話で了承を得たものの、その後30分も経たずに「田尾解任」を米田純球団代表から伝えられたため、あまりの徒労感に「この球団にいたらいつか死ぬ」と感じ辞意を固めたという。
2006年からは東京中日スポーツを中心に評論家として活動する傍ら、アスレティックコンディショニングコーチズ協会公認マスターコーチ、広野功ベースボールクリニック代表として活動。
2008年からはバイタルネット・住友金属鹿島・JR東日本東北の社会人チームに中部学院大学を指導するほか、2014年には日本学生野球協会より認定を受けて学生野球指導者資格を回復し、新潟高校で臨時打撃コーチを務めた。
2014年12月からは日本リトルシニア中学硬式野球協会東北連盟岩手県支部所属の盛岡姫神リトルシニア会長兼名誉監督に就任。

## 詳細情報

### 年度別打撃成績
| 年 度     | 球 団     | 試 合 | 打 席 | 打 数 | 得 点 | 安 打 | 二 塁 打 | 三 塁 打 | 本 塁 打 | 塁 打 | 打 点 | 盗 塁 | 盗 塁 死 | 犠 打 | 犠 飛 | 四 球 | 敬 遠 | 死 球 | 三 振 | 併 殺 打 | 打 率 | 出 塁 率 | 長 打 率 | O P S |
| --------- | --------- | ----- | ----- | ----- | ----- | ----- | -------- | -------- | -------- | ----- | ----- | ----- | -------- | ----- | ----- | ----- | ----- | ----- | ----- | -------- | ----- | -------- | -------- | ----- |
| 1966      | 中日      | 100   | 395   | 365   | 45    | 101   | 18       | 3        | 13       | 164   | 57    | 3     | 1        | 1     | 1     | 25    | 3     | 3     | 75    | 2        | .277  | .327     | .449     | .777  |
| 1967      | 中日      | 121   | 427   | 390   | 45    | 91    | 11       | 4        | 19       | 167   | 60    | 2     | 5        | 0     | 4     | 26    | 1     | 7     | 91    | 7        | .233  | .290     | .428     | .719  |
| 1968      | 西鉄      | 92    | 302   | 269   | 27    | 70    | 15       | 1        | 9        | 114   | 35    | 1     | 1        | 0     | 3     | 26    | 2     | 4     | 78    | 4        | .260  | .331     | .424     | .755  |
| 1969      | 西鉄      | 113   | 410   | 370   | 43    | 86    | 9        | 1        | 20       | 157   | 55    | 1     | 1        | 0     | 2     | 35    | 3     | 3     | 81    | 5        | .232  | .302     | .424     | .727  |
| 1970      | 西鉄      | 95    | 237   | 218   | 17    | 41    | 6        | 1        | 9        | 76    | 26    | 1     | 1        | 0     | 0     | 16    | 1     | 3     | 46    | 3        | .188  | .253     | .349     | .602  |
| 1971      | 巨人      | 76    | 159   | 141   | 8     | 36    | 6        | 0        | 4        | 54    | 22    | 0     | 1        | 0     | 0     | 17    | 0     | 1     | 26    | 2        | .255  | .340     | .383     | .723  |
| 1972      | 巨人      | 33    | 37    | 33    | 1     | 6     | 2        | 0        | 1        | 11    | 3     | 0     | 0        | 0     | 0     | 4     | 0     | 0     | 8     | 0        | .182  | .270     | .333     | .604  |
| 1973      | 巨人      | 24    | 28    | 24    | 2     | 3     | 0        | 0        | 2        | 9     | 5     | 0     | 0        | 0     | 0     | 3     | 0     | 1     | 6     | 1        | .125  | .250     | .375     | .625  |
| 1974      | 中日      | 35    | 37    | 34    | 1     | 6     | 0        | 0        | 1        | 9     | 1     | 0     | 0        | 0     | 0     | 3     | 0     | 0     | 12    | 0        | .176  | .243     | .265     | .508  |
| 通算：9年 | 通算：9年 | 689   | 2032  | 1844  | 189   | 440   | 67       | 10       | 78       | 761   | 264   | 8     | 10       | 1     | 10    | 155   | 10    | 22    | 423   | 24       | .239  | .304     | .413     | .716  |

- 表中の太字はリーグ最多数字

### 記録
初記録
- 初出場：1966年5月10日、対サンケイアトムズ3回戦（中日スタヂアム）、5回裏に佐藤進の代打として出場
- 初打席・初安打・初打点：同上、5回裏に森滝義巳から中前適時打
- 初先発出場：1966年5月28日、対サンケイアトムズ6回戦（東京スタジアム）、7番・一塁手として先発出場
- 初本塁打：1966年5月29日、対サンケイアトムズ7回戦（東京スタジアム）、2回表に渋谷誠司から右中間ソロ
- 初盗塁：1966年6月8日、対広島カープ9回戦（広島市民球場）、4回表に二盗（投手：池田英俊、捕手：田中尊）

その他の記録
- オールスターゲーム出場：1回 （1969年）

### 背番号
- 6 （1966年 - 1967年）
- 3 （1968年 - 1970年）
- 24 （1971年）
- 35 （1972年 - 1973年）
- 30 （1974年）
- 73 （1978年 - 1983年）
- 72 （1984年 - 1986年）
- 82 （1988年 - 1996年）
- 77 （1997年 - 2000年）